# Charter school
Les charter schools sont des écoles américaines laïques à gestion privée bénéficiant d’une très large autonomie dans l’enseignement et dans les programmes scolaires ; leur financement est public. Ce type d'établissement existe depuis le début des années 1990.
Ces établissements sont sous contrat, fondés la plupart du temps par des enseignants ou par des parents d’élèves. Les public charter schools sont dites « publiques » car financées par l’argent du contribuable. En fait, elles sont administrées par des organismes privés, parfois à but lucratif.
L’objectif des charter schools est d'offrir aux parents une alternative aux écoles publiques, sectorisées, et aux établissements privés pour la plupart très onéreux. N’importe quel enfant peut en principe rejoindre ce type d’établissement, où il n’y a pas de frais d’inscription ni de discrimination sociale. Autonomes, elles s’affranchissent de nombreuses règles imposées aux écoles publiques traditionnelles.
Il y a environ 2,9 millions d’élèves et quelque 6 900 charter schools existantes aux États-Unis en 2016 ; cela ne représente que 6 % du total.